# Chrysosplenium kiotense
Chrysosplenium kiotense är en stenbräckeväxtart som beskrevs av Jisaburo Ohwi. Chrysosplenium kiotense ingår i släktet gullpudror, och familjen stenbräckeväxter. Inga underarter finns listade i Catalogue of Life.